# Hamish Carter
Hamish Carter (ur. 28 kwietnia 1971 w Auckland) – nowozelandzki triathlonista, mistrz olimpijski, trzykrotny medalista mistrzostw świata.
Największym jego sukcesem jest złoty medal igrzysk olimpijskich w Atenach. Srebrny (1997) i dwukrotnie brązowy (1993, 2006) medalista mistrzostw świata oraz brązowy medalista Igrzysk Wspólnoty Narodów w 2002 roku.
Karierę zawodniczą zakończył w 2007 roku.
W 2004 odznaczony Nowozelandzkim Orderem Zasługi IV klasy.